# CYYR1
CYYR1‏ (Cysteine and tyrosine rich 1) هوَ بروتين يُشَفر بواسطة جين CYYR1 في الإنسان.